# David Orlowsky

David Orlowsky

David Orlowsky (Tübingen, 1981) is een Duitse klarinettist en componist.

## Opleiding
Hij studeerde klassiek klarinet bij Manfred Lindner aan de Folkwang - Hochschule in Essen (2002–2007) en bij Charles Neidich en Ayako Oshima aan de Manhattan School of Music in New York (2008).
Op zestienjarige leeftijd stichtte hij het David Orlowsky Trio, samen met Jens-Uwe Popp, gitaar en Florian Dohrmann, contrabas.
Bij Sony Classical verschenen tot 2018 zeven CD's met zijn uitvoeringen.
Zijn composities worden uitgegeven door Schott Musik.
- Bibsys: 13015718
- Bibliothèque nationale de France: cb16247709w (data)
- Gemeinsame Normdatei: 136836178
- International Standard Name Identifier: 0000 0001 0784 5186
- Library of Congress Control Number: no2023071046
- MusicBrainz: 4dbccc40-ae3f-4fd2-b65d-fd28da89cc34
- Virtual International Authority File: 229381608
- WorldCat: E39PBJt3VxvxFCH6VpmrCb3mh3